# Ileítis

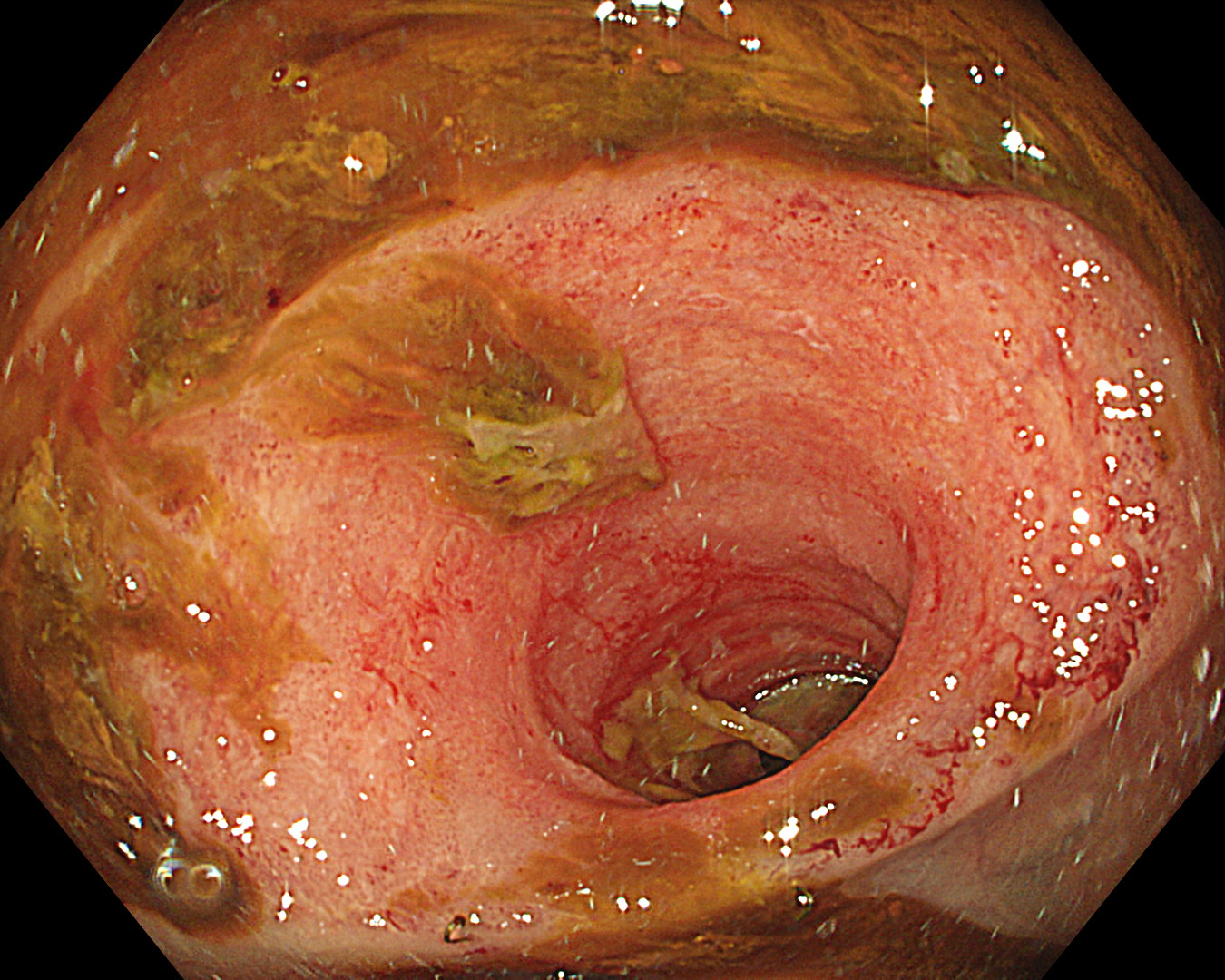
Ileitis caused by capecitabine

Ileítis es la inflamación del íleon, una parte del intestino delgado. La ileítis de Crohn es un tipo de enfermedad de Crohn que afecta el íleon. La ileítis es causada por la bacteria Lawsonia intracellularis.
La enfermedad de inflamación humana del intestino no se encuentra asociada con la infección por Lawsonia intracellularis. 